# Nishinakajima-Minamigata (métro d'Osaka)
Nishinakajima-Minamigata (西中島南方駅, Nishinakajima-Minamigata-eki) est une station du métro d'Osaka sur la ligne Midōsuji dans l'arrondissement de Yodogawa à Osaka.

## Situation sur le réseau
La station Nishinakajima-Minamigata est située au point kilométrique (PK) 3,6 de la ligne Midōsuji.

## Histoire
La station a été inaugurée le 24 septembre 1964. Elle fait partie des infrastructures liées à la construction de la gare de Shin-Osaka et à l’arrivée du shinkansen à Osaka.

## Services aux voyageurs

### Accès et accueil
La station, établie en extérieur, est ouverte tous les jours.

### Desserte
- Ligne Midōsuji :
  - voie 1 : direction Nakamozu

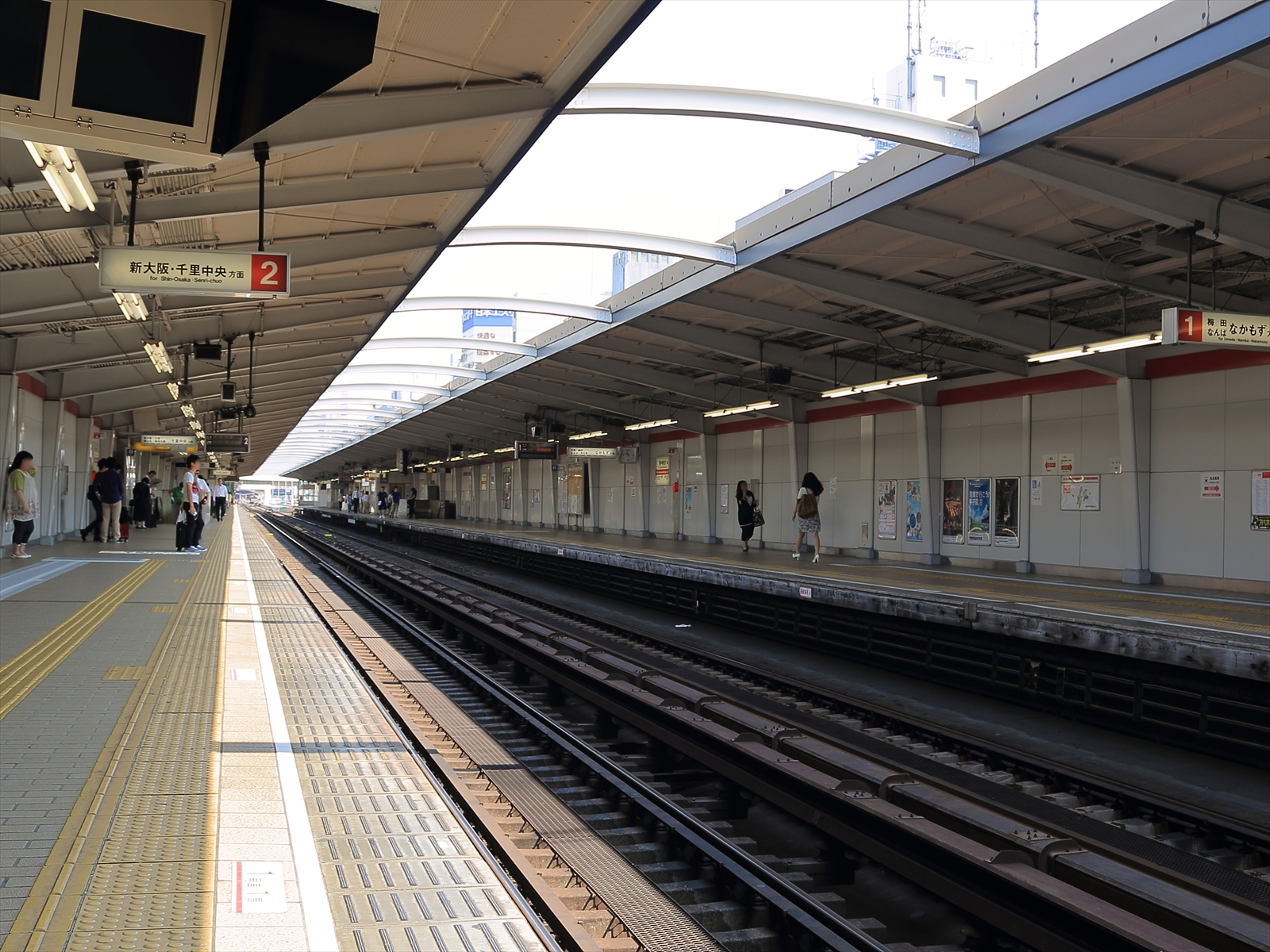
Vue des quais

  - voie 2 : direction Esaka (interconnexion avec la ligne Kitakyu Namboku pour Minoh-kayano)

## Environs
- la gare de Minamikata de la ligne Hankyu Kyoto
- le siège de Nissin Foods